# Vixen (Webserie)
Vixen (englisch für „Füchsin“) ist eine US-amerikanische Web-, Animations- und Miniserie, die am 25. August 2015 auf CW Seed ihre Premiere feierte. Die Serie handelt von der Comicfigur Mari McCabe alias Vixen und spielt im selben fiktiven Universum wie auch die Serien Arrow und The Flash. In der Serie wird die Entstehungsgeschichte von Vixen erzählt. Während James Tucker der Regisseur für alle Episoden ist, ist Megalyn Echikunwoke im Original die Synchronsprecherin der Hauptrolle Vixen.
Im Mai 2017 wurden beide Staffeln in den USA als ein zusammengeschnittener Film namens Vixen: The Movie mit 15 Minuten zusätzlicher Animationen auf DVD, Blu-ray und in Digital HD veröffentlicht.

## Handlung

### Staffel 1
Die Serie beginnt mit einer Verfolgungsjagd. Flash und Arrow verfolgen eine Person mit übernatürlichen Fähigkeiten durch Detroit, bis die Verfolgte an einem Hochhaus abrutscht und in die Tiefe stürzt.
Drei Tage vorher: Mari McCabe wird aus einer Gefängniszelle entlassen, in die sie für einen Angriff mit einem Stift gegen einen potenziellen Arbeitgeber einsitzen musste. Bei der Entlassung erhält sie auch eine Halskette zurück, die ein Familienerbstück darstellt. Mari kehrt zu ihrem Pflegevater Chuck nach Detroit zurück. Als sie auf der Straße spazieren gehen, werden beide von einer bewaffneten Bande überfallen, die Chuck bewusstlos schlagen und die Halskette von Mari fordern.
Sie fasst an ihre Halskette, erhält dadurch übernatürliche Fähigkeiten und kann so die Räuberbande überwältigen, als ihr Ziehvater wieder zu Bewusstsein kommt. In ihrem Zimmer erinnert sie sich an ihre Pflegemutter zurück, die sie im Alter von zehn Jahren fragte, wieso sie als kleines Kind von ihren leiblichen Eltern zurückgelassen wurde. Ihre Mutter antwortet Mari, dass sie es nicht wisse und Mari vorher nicht einmal einen Namen gehabt hätte. Allerdings überreicht sie ihr eine Halskette, die ihre Mutter zurückgelassen hat und Mari erhalten sollte, sobald sie alt genug sei. Diese Halskette sei ein Totem und Mari erhofft sich darin einen Hinweis auf die Antwort ihrer Herkunft.
Mari bringt die Halskette zu Professor Macalester, der diese genauer inspizieren soll. Er stellt fest, dass die Halskette außergewöhnlich sei und wohl aus der Provinz M’Changa aus Zambesi in Afrika stamme und ein Artefakt des Gottes Anansi sei, der die Halskette dem Krieger Tantu übergeben haben sollte. Mari erzählt ihm, dass sie bisher immer meinte, es sei ein gewöhnliches Familienerbstück, bis die Vorkommnisse mit den Räubern sie zum Umdenken brachten. Nun erhofft sie sich durch die Halskette eine Antwort auf ihre Herkunft. Der Professor erklärt Mari während sie das Büro verlässt, dass der Träger des Totems alle Kräfte des Tierreichs erhalten würde, wenn dieser die Macht nutzt, um Unschuldige zu beschützen. Er beschwichtigt jedoch, dass es lediglich ein Mythos über die Halskette sei. Nachdem Mari aus dem Büro gegangen ist, ruft Professor Macalester bei einer Frau namens Kuasa an und berichtet ihr, dass Mari soeben aus seinem Zimmer gegangen sei.
Zurück bei Chuck erzählt Mari ihrem Ziehvater, dass sie glaubt, ihre Halskette wäre magisch. Er glaubt es zuerst nicht, bis sie sowohl einen schweren Tisch mit einer Hand hochhebt als auch an ihrer Hausfassade senkrecht heraufgeht. Chuck jedoch macht sich Sorgen und will nicht, dass Mari weiterhin diese Kräfte nutzt.
In Central City im Hauptquartier des Unternehmens S.T.A.R. Labs wird Cisco Ramon auf Mari durch ihr auffälliges Verhalten aufmerksam. Er vermutet hinter ihr ein sogenanntes Metawesen, Menschen mit verschiedenen übernatürlichen Fähigkeiten, die durch eine Explosion eines Teilchenbeschleunigers der S.T.A.R. Labs entstanden sind. Barry Allen, der sich hinter The Flash verbirgt, ist dadurch ebenfalls hervorgegangen. Cisco erklärt Barry, er nenne das neu vermutete Metawesen Vixen und sie würde, anders als bei den anderen Metawesen üblich, nicht in Central City wohnen. Da Barry zur Aufklärung aus der Stadt raus muss, holt er sich Oliver Queen als Arrow zur Verstärkung.
Mari redet in der Zeit erneut mit ihrem Ziehvater über die Halskette und den Möglichkeiten, dadurch über ihre Herkunft zu erfahren, als es klingelt und Arrow und Flash vor der Haustür stehen. Mari, die nicht weiß, wieso sie von ihnen aufgesucht wird, flieht
und es kommt zur Verfolgungsjagd, die zu Beginn der Serie gezeigt wurde. Als Mari vom Hausdach stürzt, versucht Flash sie zu retten. Sie kann jedoch von ihrem Totem Gebrauch machen und schwebt wie ein Vogel in der Luft, als Arrow ihr sagen kann, dass sie sich lediglich mit ihr unterhalten wollen. Mari geht darauf ein und Flash sagt ihr, dass sie sie verfolgten, da sie sie für ein Metawesen hielten. Mari verneint jedoch die Vermutung und behauptet, während der Explosion nicht in Central City gewesen zu sein, was sie nach Recherche durch Felicity Smoke, einer Helferin von Arrow, bestätigen können. Arrow und Flash bieten Mari an, ihr zu helfen, sie droht ihnen jedoch, dass beide nicht mehr bei ihr aufkreuzen sollten.
Mari sucht Hilfe bei Professor Macalester. Sie erzählt ihm die Vorkommnisse und bittet den Professor herauszufinden, wer ihr das Totem tatsächlich gab und woher sie kommt, als die Bürotür eingetreten wird, zwei bewaffnete Männer vor ihr stehen und Kuasa, die zwischen beiden ist, droht, Mari zu töten, falls sie ihr nicht die Halskette überreicht.
Mari will der Kuasa die Halskette geben, wenn sie ihr im Gegenzug erzählt, woher sie kommt. Allerdings kann sich Mari nicht von der Halskette befreien. Kuasa will, dass die bewaffneten Männer von Mari die Halskette entfernen, als diese zu fliehen versucht, jedoch von einem der Männer angeschossen wird und in Bewusstlosigkeit fällt. Sie wacht in einem Zimmer in Zambesi Village wieder auf und Kuasa sitzt neben ihr. Sie erzählt ihr, sie sei Maris Schwester und führt sie aus dem Zimmer raus und zeigt das zerstörte Dorf in der Provinz M’Changa, von wo Mari stammt. Kuasa erzählt Mari, dass ihre Ahnen den Gott Anansi baten, ihre Heimat zu beschützen. Dieser gab ihnen schließlich ein Totem, in dem seine Macht gebunden war und damit der Träger die Fähigkeiten eines jeden Tieres erhalten kann, um die Menschen zu schützen. Das Totem soll von Generation zu Generation weitergegeben werden. Als Nächstes sollte das Totem ihr weitergegeben werden. Eines Tages jedoch wurde das Dorf von einem lokalen Warlord angegriffen und zerstört. Ihr Vater, der das Dorf beschützen wollte, wurde hingerichtet und die Mutter floh mit Mari und dem Totem.
Mari entschuldigt sich bei ihrer Schwester und diese meint, es wäre ihre eigene Verantwortung gewesen, Zambesi vor der Zerstörung zu bewahren. Zwar sei Zambesi nun zerstört, Kuasa meint jedoch, sie sei verantwortlich, die Überreste für die Toten des Landes zu beschützen. Aus diesem Grund will sie das Totem zurückerlangen. Da Mari diesen nicht von ihrem Hals bekommt, will Kuasa das Band zwischen Mari und der Halskette mit Hilfe eines Spinnenbisses trennen. Durch die Kraft ihres Totems kann Mari jedoch aus den Klauen ihrer Schwester entfliehen und rennt bis in die Nacht durch, als sie ihre Kräfte verlassen, sie zusammenbricht und Kuasa das Totem an sich reißt.
In einer inneren Erscheinung erfährt Mari, dass sie ihre Schwester aufhalten, sowie das Totem zurückerlangen muss und erfährt, dass der Grund, wieso ihre Mutter das Land verlassen hat, war, dass sie das Totem und Mari vor ihrer Schwester auf Distanz zu halten versuchte.
Kuasa will bei einer Zeremonie offiziell das Totem an sich nehmen, als Mari erscheint und ihr erzählt, dass Kuasa für die Zerstörung Zambesis verantwortlich sei. Das Totem habe Mari als Träger ausgewählt und ihr erzählt, dass ihre Mutter es vor Maris Schwester auf Distanz halten wollte. Daraufhin will Kuasa Mari töten und es kommt zum Zweikampf, bei dem Kuasa die Kräfte des Totems nutzen kann. Allerdings bekommt Mari die Spinne, die das Band zwischen Träger und Totem trennen kann, in ihre Hände, und kann so ihre Schwester überlisten und das Totem zurückerlangen. Zurück in Detroit erklärt Mari ihrem Stiefvater, dass das Totem vorhersieht, die Heimat des Trägers zu beschützen – und ihre Heimat sei nun Detroit. Als sie in der Nacht wieder auf Arrow und Flash trifft, erklärt sie ihnen, dass sie nun ihre Fähigkeiten dazu nutzen wird, Detroit zu beschützen und dass sie sich jederzeit gegenseitig zur Hilfe holen können. Barry erzählt, dass Cisco sie bereits Vixen nennt und schlägt ihr vor, diesen Namen für ihre zweite Identität als Beschützerin der Stadt anzunehmen. Als beide weg sind, beschließt Mari, den Namen anzunehmen.

## Hintergrund
Am 11. Januar 2015 gab The CW bekannt, die sechsteilige Animationsserie Vixen zu produzieren. Der Sender gab auch bekannt, dass die Serie Vixen über sechs Episoden gehen soll und im Herbst 2015 in ihrer Onlineplattform CW Seed erstmals zu sehen sein wird. Es wurde entschieden, die Serie als Animationsserie zu produzieren, da diverse Handlungen nur so realisiert werden können und man damit eine größere Produktionsfreiheit hat. Marc Guggenheim, ausführender Produzent der Serie, sagte, die Serie sei ähnlich wie eine Pilotfolge gestaltet wurden und meinte, dass er sich vorstellen kann, eine Realserie über Vixen zu produzieren, wenn der Sender The CW diese bestellt. Insgesamt soll die Serie eine Dauer von 30 Minuten haben. Eine Episode soll also circa fünf Minuten lang sein. Die Wahl der Synchronsprecherin von Vixen fiel im Original auf die afroamerikanische Schauspielerin Megalyn Echikunwoke. Für alle Episoden der Serie führt James Tucker, der bereits zu Animationsfilmen von DC diese Rolle übernahm, Regie. Für die Produktion zeigen sich die Unternehmen WB Animation, Blue Ribbon Content, DC Comics und CW Seed verantwortlich. Als Drehbuchautoren wurden Keto Shimizu und Brian Ford Sullivan beauftragt. Die Musik zur Serie entstammt von Nathaniel Blume und Blake Neely, die ebenfalls bei Arrow und The Flash für diese Rolle zuständig sind.
Auf der San Diego Comic Con wurde der Termin für die Veröffentlichung der ersten Episode auf den 25. August 2015 festgelegt. Die Serie ist auf der Website kostenlos zu sehen und es wird jede Woche bis einschließlich der Veröffentlichung der sechsten Episode eine neue Episode hochgeladen. Ob es eine kostenpflichtige Downloadversion der Serie geben wird und ob die Serie auf DVD beziehungsweise Blu-ray erscheinen wird, ließ The CW offen.
Phil Bourassa war der führende Charakterdesigner der Serie. Er meinte, er wollte Vixen so gestalten, dass sie sowohl als Actionfigur als auch als weibliche Figur vom Publikum angenommen wird. So soll sie laut Bourassa zwar mächtig wirken, aber nicht vergleichbar mit beispielsweise einem Wrestler aussehen. Die Serie wurde eine Zeichentrickserie: Erst wurde ein Lineart entworfen, dann die Farben dazugefügt und die Schattierungen ergänzt. Anschließend wurde der Hintergrund gemalt. Schließlich wurden die Bilder an das Team des Storyboards gegeben und nachdem sie über diese gegangen sind, ging dieses weiter an die Animatoren.
Am 10. Januar 2016 kündigte Mark Pedowtiz, Präsident von The CW, eine zweite Staffel der Serie an. Genauso wie die erste Staffel soll auch die zweite Staffel online zu sehen sein und sechs oder sieben Episoden umfassen, die eine Gesamtlaufzeit von etwa 30 Minuten ergeben. Die zweite Staffel soll ab 13. Oktober 2016 veröffentlicht werden.

## Vermarktung
Auf der San Diego Comic Con 2015, die Ende Juni und Anfang Juli 2015 stattfand, wurde der erste Trailer zur Miniserie veröffentlicht. Ende des Monats veröffentlichte CW Seed ein Charakter-Design auf Twitter, das von Phil Bourassa gezeichnet wurde. Im Vorfeld zu jeder neuen Episode wurde ab der zweiten Episode ein 20-sekündiger Trailer gezeigt.

## Rezeption
Vixen wurde insgesamt positiv aufgenommen und erhielt nach der Veröffentlichung der ersten Episode in der Internet Movie Database bei 86 Bewertern 9,0 von 10 möglichen Sternen. Mitte September 2015, als die vierte Episode bereits ausgestrahlt wurde, sank die Bewertung auf 7,9 Sterne bei 279 Bewertungen. Anfang Dezember 2015, mehrere Wochen nach Ausstrahlung der letzten Episode, hatte die Serie in der Internet Movie Database 7,8 Sterne bei 813 Bewertungen.
Auch Jesse Schedeen, Autor für IGN, bewertete bereits vor der Veröffentlichung auf CW Seed die ersten vier Episoden positiv. Er meinte, dass die Serie es bis dahin schafft, trotz Animation auch vom Ton ein Teil des Arrowverse’ zu sein. Dabei lobte er auch die Synchronarbeiten von Echikunwoke, die es schafft, eine harte und strapazierfähige Vixen zu sprechen, genauso wie die von Neil Flynn als MacCabes Vater. Kritisch sah er dagegen die Synchronisation Amells, Grants und Valdes und meinte, diese seien „ein bisschen steif und leblos“ (im Original: „a bit stiff and lifeless“). Es gelingt in den ersten vier Episoden jedoch, dass Arrow und Flash zwar eine wichtige Rolle spielen, diese aber dennoch Vixens Hintergrundgeschichte nicht überschatten. Zwar kritisierte Schedeen, dass die Animation stellenweise sehr statisch sei, lobte diese jedoch wiederum bei Actionszenen. Als „Highlight“ der Serie sieht der Autor im Einsatz von diversen Superkräften von Vixen. Schedeen lobte auch, dass es trotz der geringen Zeit von insgesamt nur 30 Minuten den Machern in den ersten 20 Minuten gelinge, „schnell und effizient“ (im Original: „quickly and efficiently“) mit der Handlung voranzuschreiten und lobte dabei besonders die Drehbuchautoren, die MacCabes problematische Hintergrundgeschichte erzählen, ohne sich zu viel in der Vergangenheit aufzuhalten. Nur durch die Findung der Superkräfte erkennt Schedeen das zeitliche Problem. So entdeckt MacCabe kaum nach den Ereignissen mit ihrer Familie die Kräfte, die vom Totem aus ausgehen. Insgesamt meint Schedeen jedoch, dass die Episoden bis einschließlich des vierten Teils gut entwickelt wurden. Er behielt seine Meinung, nachdem alle Episoden der Presse vorgeführt wurden und vergab der Serie insgesamt 7,3 von 10 möglichen Punkten.

## Geteiltes Serienuniversum
Bei der Bekanntgabe, die Serie Vixen zu produzieren, bestätigte The CW auch, dass die Serie im selben Universum wie die im eigenen Fernsehsender laufende Serien Arrow und The Flash spielen wird und dass die Serie ein Ableger von jenen Serien darstellt. In Vixen kommen die Synchronsprecher Stephen Amell, Grant Gustin, Emily Bett Rickards und Carlos Valdes zum Einsatz, die in den Serien Arrow und The Flash ebenfalls jeweils als Green Arrow, The Flash, Felicity Smoak und Cisco Ramon Teil der Hauptbesetzung sind. Marc Guggenheim bestätigte am letzten Februarwochenende 2015, dass Gustin und Amell in ihre Rolle aus den Serien auch in Vixen schlüpfen werden. Es entwickeln sich auch Handlungsstränge der beiden Realserien in Vixen weiter. So findet Oliver Queen, der die Maske von Green Arrow trägt, heraus, dass seine Helferin Felicity den Wissenschaftler Allen, der hinter der Maske von The Flash steckt, geküsst hat. Dass Rickards Smoak und dass Valdes Ramon synchronisieren wird, wurde später ebenfalls bestätigt.
Des Weiteren meinte Guggenheim, dass mit Vixen ein völlig neuer Charakter im Arrowverse’ dargestellt wird. Er sagte: „Wenn Arrow Kriminalität und The Flash Wissenschaft darstellt, stellt Vixen eine große Magie-Komponente dar“. The CW ließ offen, ob Vixen auch in anderen Serien zu sehen sein wird. Sollte es Crossover zu den Realserien geben, wird Echikunwoke selbst Vixen verkörpern. Die Animationsserie findet rund um die Episoden 15 und 16 der dritten Staffel der Serie Arrow statt. Im Juli 2015 meinte Guggenheim, dass die Serie dort angesiedelt ist, weil zum Zeitpunkt, an dem Vixen geschrieben wurde, die Episode 14 der dritten Staffel von Arrow gedreht wurde und man sich dabei an jener Zeitlinie orientieren wollte, obwohl man bereits wusste, dass Arrow in späteren Episoden zur Liga der Assassinen gehen und dabei sein Kostüm wechseln werde. In Vixen ist deshalb noch sein Vorgängerkostüm zu sehen.
Im Dezember 2015 wurde angekündigt, dass Vixen in der Episode Taken der Serie Arrow erstmals auch in einer Realverfilmung zu sehen sein wird, gespielt von Echikunwoke.

## Vixen: The Movie
Ende Februar 2017 wurde bekanntgegeben, dass die Webserie in den USA auf DVD, Blu-ray und in Digital HD veröffentlicht werden soll. Beide Staffeln der Serie wurden dabei zu einem Film zusammengeschnitten und bekamen rund 15 Minuten extra animierten Inhalt. Dieser Zusammenschnitt bekam den Titel Vixen: The Movie und erschien in den USA am 8. Mai 2017 in Digital HD und am 23. Mai 2017 auf DVD und Blu-ray.